# Jorien ter Mors
Jorien ter Mors (n. 21 decembrie 1989, Enschede, Țările de Jos) este o sportivă ce a reprezentat Regatul Țărilor de Jos, medaliată olimpică. A participat la 2 ediții ale Jocurilor Olimpice (2010, 2014) în care a câștigat două medalii de aur.